# Двејн Хенри
Двејн Хенри (енгл. Duane Henry; Бирмингем, Западна међуземља 18. март 1985) британски је глумац.
Хенри је најпознатији по улози службеника МИ6 Клејтона Ривса у ТВ серији Морнарички истражитељи.